# ماسون وليامز
ماسون وليامز (بالإنجليزية: Mason Williams)‏ (و. 1938 – م) هو موسيقي، وكاتب أغاني، وعازف قيثارة، وعازف الإيتار الكلاسيكي، من الولايات المتحدة الأمريكية، ولد في أبيلين.

## جوائز
حصل على جوائز منها:
- جائزة نقابة الكتاب الأمريكية
- جائزة إيمي.

## وصلات خارجية
- ماسون وليامز على موقع IMDb (الإنجليزية)
- ماسون وليامز على موقع ميوزك برينز (الإنجليزية)
- ماسون وليامز على موقع أول ميوزيك (الإنجليزية)
- ماسون وليامز على موقع ديسكوغز (الإنجليزية)
- ماسون وليامز على موقع قاعدة بيانات الفيلم (الإنجليزية)